# Velika (Požega-Slavonie)
Pour les articles homonymes, voir Velika.
Velika est un village et une municipalité située en Slavonie, dans le comitat de Požega-Slavonie, dans le nord-est de la Croatie. Au recensement de 2001, la municipalité comptait 5 888 habitants, dont 93,72 % de Croates et le village seul comptait 2 249 habitants.
Velika désigne également la très petite station de ski qui a été développée à basse altitude, sur le versant sud de la montagne Papuk (954 m d'altitude), au niveau de Jezerce Nevoljas.

## Localités
La municipalité de Velika compte 24 localités :
| - Antunovac - Biškupci - Bratuljevci - Doljanci - Draga - Gornji Vrhovci - Kantrovci - Klisa - Lučinci - Markovac - Markovac - Milivojevci | - Nježić - Oljasi - Ozdakovci - Poljanska - Potočani - Radovanci - Smoljanovci - Stražeman - Toranj - Trenkovo - Trnovac - Velika |

## Sport
Velika possède un club de football, le NK Kamen Ingrad Velika.